# Salih al-Turki
Salih al-Turki (arabisch صالح التركي, DMG Ṣāliḥ at-Turkī) ist ein saudischer Unternehmer, ehemaliger Bürgermeister Dschiddas und aktueller Bürgermeister von Mekka.

## Leben
Al-Turki studierte an der American University of Beirut und machte einen Abschluss in Verwaltung an der California State University.
1979 gründete Salih al-Turki die Baufirma Nesma. 1990 ging er ein Joint Venture mit Telecom Australia ein und betrieb für mehrere Jahre das gesamte Telefonnetz Saudi-Arabiens. Später kam eine Lizenz für Jollibee-Fast-Food dazu.
Etwa 2010 übernahm Nesma die Končar Instrument Transformers. Außerdem gründete Nesma die Fluggesellschaft Nesma Airlines in Ägypten. Die Firma National Container Terminals gehört auch zu Nesma.
Seine Kinder Faisal und Noura al-Turki leiten inzwischen die Firma.

## Politik
Ab 2010 war al-Turki saudischer Honorarkonsul in Österreich. Vom 27. Juli 2018 bis Anfang 2022 war er vom König ernannter Bürgermeister von Dschidda. Im Rahmen der Saudi Vision 2030 ließ er alte Stadtviertel mit mehreren 10.000 Einwohnern entschädigungslos abreißen.
Anschließend wurde er zum Bürgermeister von Mekka bestimmt.